# ミャンマーのメディア
ミャンマーのメディアについて詳述する。

## 歴史

### 英植民地時代

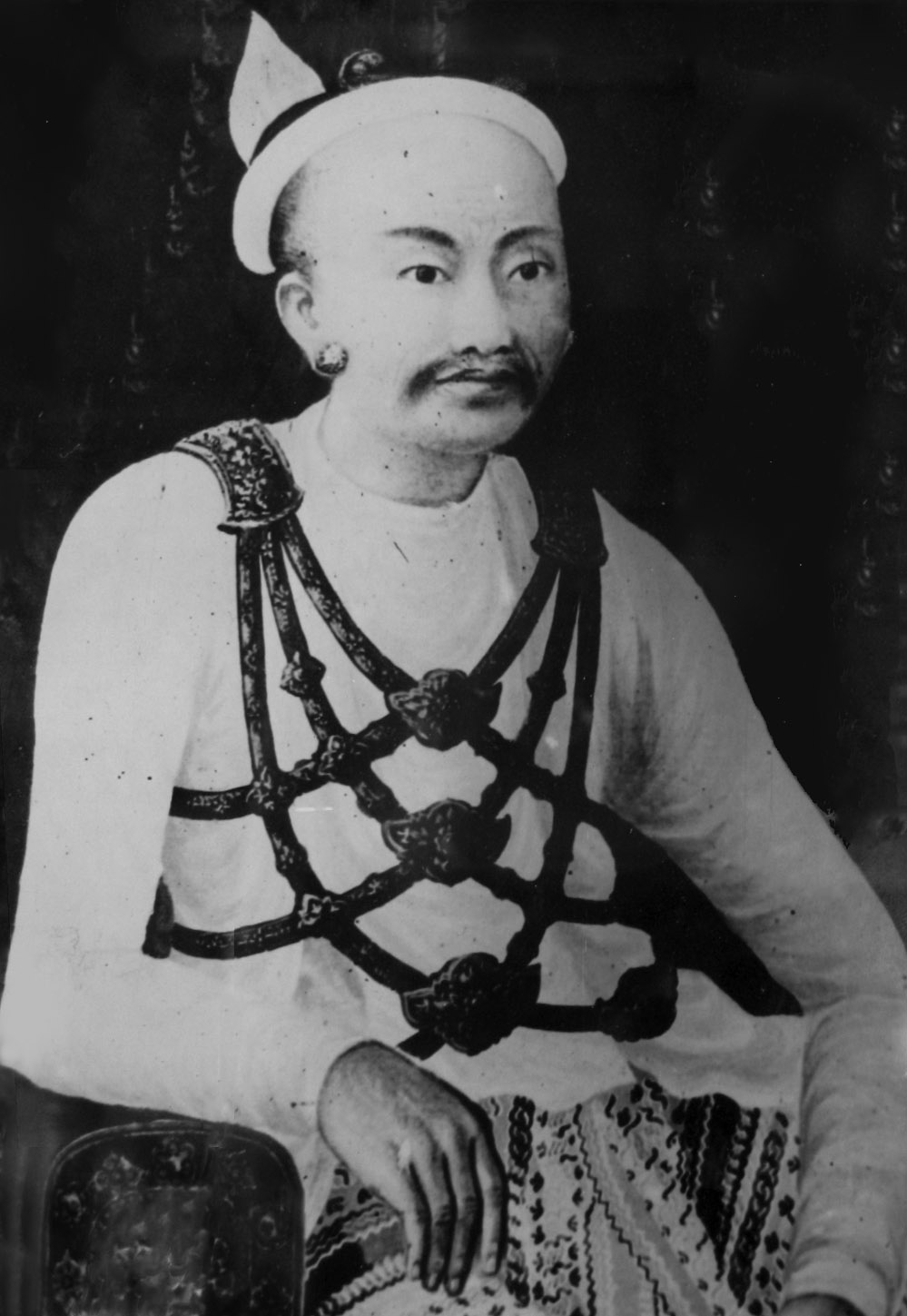
ミンドン王

ミャンマーで最初の新聞は、1836年3月3日、英領インド・テナセリム管区・モーラミャインで、イギリスの外交官・E・A・ブランデルが発行した英字紙『モールメン・クロニクル』である。英植民地時代初期は、バプティスト派の布教活動の本拠地・モーラミャインと英植民地政府が置かれたヤンゴンに、多数の新聞社が設立され、その多くが親英的な内容だった。
これに興味を示したのが、マンダレーに居を置いていたコンバウン朝のミンドン王で、彼は1874年3月20日に『ヤダナボン・ネピドー（Yadanabon Nay-Pyi-Daw）』（別名・マンダレー・ガゼット）を、1878年には『ビルマ・ヘラルド』を創刊した。いずれもミャンマー語紙で、ミンドン王は、東南アジア最初の報道の自由に関する法律とされる「17条からなる報道の自由を保障する法律」を制定し、その第3条で新聞の目的について「国民がその思考を富ませ、その交易と通信を改善するため、欧州ならびにインド、中国、シャムからのニュース一般を国民に知らせること」と述べている。

さらにミンドン王は、以下のように述べて記者たちに免責特権を与えた。
イギリス人が経営する新聞社とミャンマー人が経営する新聞社は、植民地行政のあり方について対立し、時に1861年に制定された「「口頭、記述のいかんにかかわらず、言語により、あるいは記号、あるいは視認しうる表現その他の手段により、イギリス国王あるいは英領インドに樹立された合法的政府に対する憎悪ないしは蔑視を醸成し、または醸成を謀る、もしくは不満を煽動し、または煽動を謀る者は誰であれ処罰される」と定める英領インド刑法第124条(a)により投獄されることもあった。ただ刑罰は2年～5年の重労働刑と定められていたが、実際は比較的短期間で釈放された。この法律はネ・ウィン時代にも残っていたが、のちに『チェーモン』を創刊したジャーナリストのウー・タウンは、ネ・ウィン時代のほうがよほど運用がひどかったと述べている。
この時代、言論の自由に関する有名なエピソードが2つある。
１つは、1917年、インド総督・フレデリック・セシジャーが、地震で損傷したピイのシュエサンドーパゴダに靴を履いたまま訪問した事件である。当時、ミャンマー人はイギリス人がパゴダや僧院を靴を履いたまま歩き回っているのを快く思っていなかったが、この事件でその不満が爆発した。しばらくして、当時の有力紙『ザ・サン』に、セシジャーを非難しなったミャンマー人官僚を非難する漫画が掲載された。その漫画には「もしもミャンマー人の寺院管理人が、イギリス人に『来訪の際は靴を脱いでください』と言えないのであれば、そのイギリス人をおぶったらいいではないか」という台詞がついていた。イギリス人が激怒したが、『ザ・サン』の主筆は「あくまでもミャンマー人を非難しているだけです」と悪びれもせず答えた。その後も『ザ・サン』はこの事件に関する記事を掲載し続け、世論は沸騰、結果、1929年10月、イギリス当局は、靴を履いたままパゴダを訪問することを禁止する命令を出さざるをえなくなった。
もう1つは、1936年、ウー・ヌが議長、アウンサンが書記長を務めていたヤンゴン大学学生自治会（RUSU）の機関誌『オウェイ（Owei、「孔雀の鳴き声」の意）』が、大学当局を批判した『逃げ回る狂犬』と題した記事を掲載した事件である。激怒した大学当局は執筆者のニューミャの正体を明かせと迫ったが、アウンサンはこれを拒否。結果、ウー・ヌもアウンサンも退学処分となり、その後、その後、大学では2人の退学に抗議して4ヶ月に及ぶ学生ストライキが決行された。

### 日本占領期
ミャンマーの新聞は総じて日本軍のに批判的で、戦争開始直後は中国における日本軍の残虐行為やナチスの蛮行について大々的に報道した。日本軍がミャンマーを占領した後、メディアは厳しい統制下に置かれたが、ウー・バーティンという作家は、中国における日本軍の残虐行為についての著書を出版して憲兵隊に逮捕され、拷問の末、殺害された。それでもミャンマーのジャーナリスト・作家たちは、日本人の検閲官にはそうと分からない、巧みな比喩・抽象表現を用いて検閲をすり抜け、日本軍の占領政策への批判を続けた。一方、連合軍側に付いたカレン族やカチン族は小部数ながら独自の出版物を発行し、抗日運動を後押しした。カチン語の『シー・ライカ・ニンナン（Shi Laika Ningnan）』という雑誌は、インドで印刷され、飛行機でカチン族居住地域に空中投下された。

### 議会制民主主義時代
イギリスの再占領～独立までの間、ミャンマーの新聞は独立運動を後押しし、その数も増えていった。1947年に制定された憲法では、国民に意見や信念を自由に表明する権利が保障され、1948年1月4日にミャンマーがビルマ連邦として独立した際、ミャンマーでは39紙の新聞が発行されており、そのうち外国語紙は英字紙7紙、その他外国語紙は、中国語5紙、グジャラート語、ウルドゥー語、タミル語、テルグ語、ヒンディー語など６紙の計11紙だった。またすでに活動していたAP通信、ロイター通信のほか、UPI通信、AFP通信、タス通信、新華社通信などの海外の通信社もヤンゴンで活動を開始した。ただタス通信と新華社通信の記事は、それぞれソ連大使館、中国大使館が無料で配信しており、他の通信社はすべて赤字だった。
英植民地時代～日本占領期～イギリス再占領までは、ミャンマーの民族主義者たちは、政治家、軍人、ジャーナリスト・作家と立場は違っても一丸となってミャンマーの独立のために戦ったが、独立後は互いの立場により、時に対立した。政治家が支持者を扇動して新聞社を襲撃させたり、警察が刑事事件をでっち上げて新聞社を家宅捜索して廃刊に追い込んだり、1949年8月21日には、新聞によって頻繁にその腐敗ぶりを追求されていたビルマ社会党主導で、「内閣閣僚ならびに官僚を含む公務員に対する批判、中傷する誹謗、ないしは非難を行う者は刑事上の犯罪者とみなされる。公務員に対する中傷行為は令状を要さず逮捕されるものとする」という報道の自由を著しく制限する法案が議会に提出されたが、全新聞社が一致団結して法案反対キャンペーンを張り、撤回に追いこんだ。
また冷戦の対立はミャンマーのジャーナリズムにも影を落とした。各国大使館はパトロンとなって、自分たちの政治見解を代弁してくれるミャンマーの新聞・出版社・作家・ジャーナリストを支援し始めた。例えば、アメリカ大使館は、アメリカに亡命したソ連外交官・ヴィクトル・クラフチェンコが書いた『私は自由を選ぶ』という本のミャンマー語版に出資し、これが当たると、反ソ連書籍のほか、アメリカ文化に関する書籍の翻訳本を大量に出版した。これに対抗してソ連大使館は、マルクス・レーニン主義、社会主義、ソビエト連邦に関する書籍を、中国大使館は、中国国内で印刷したミャンマー語版の毛沢東主義、共産主義、中国の小説を大量に出版した。なかんずく激しかったのが北朝鮮大使館で、彼らはほぼ毎日新聞に金日成を崇拝する記事を掲載させ、金日成に関する書籍を大量に出版し、当時、金日成がミャンマーでもっとも知られた外国人と言われるほどだった。ただしミャンマー人の間ではあまり人気がなく、読まれずに包装紙に使われたのだという。これらの大使館は、プロパガンダ記事の掲載・書籍の出版のために、気前よくミャンマーのの新聞・出版社・作家・ジャーナリストに金を払ったため、出版成金が多数現れ、ミャンマーのジャーナリズム界は一種バブルの様相を呈した一方、粗製・乱作がひどく、親米対親ソ・親中で二分され、ジャーナリズムの質の低下を招いたとも言われる。
1958年～1960年のネ・ウィン選挙管理内閣時代、強烈な反共主義者だったマウンマウンの主導で、情報省の下にあった政府新聞取締機構を内務省に移管され、さらに新聞登録法を非常時（新聞）取締法を改定して、報道機関に対する統制を強化した。新聞、雑誌、書籍等すべての出版物は憲法に対する忠誠を誓い、「われわれは独裁制度を称揚しない」と印字しなければならなかった。同時にマウンマウンは、アンダマン諸島のココ島に強制収容所を建設し、共産主義者と見なした政治家、作家、ジャーナリスト、労働者など多数の人々を送り込み、多くの新聞社・出版社を閉鎖した。

とはいえ総じてこの時代、ミャンマーのジャーナリズムはそれなりに自由を謳歌していたようである。ウー・タウンは当時を振り返って、以下のように述べている。

### ビルマ社会主義計画党（BSPP）時代

#### 言論規制
1962年3月2日、ネ・ウィンは軍事クーデターを起こし、国会を解散、1947年憲法を停止し、ビルマ連邦革命評議会を設立した。そして『ビルマ社会主義への道』を発表し、ビルマ社会主義計画党（BSPP）を結成して一党独裁と国有化を特徴とする軍事独裁政権を樹立した。
この軍政下で、メディアに対する規制も強化された。1962年　まずビルマ報道評議会（Burma Press Council：BPC）が設立、その目的は「報道倫理規定の自主的な遵守を通じて報道の自由を促進し、維持すること」とされ、52の新聞、雑誌、定期刊行物の記者とジャーナリストがBPC憲章に署名した。さらに同年9月、既存の報道法がすべて廃止されて印刷出版者登録法（Printers and Publishers Registration Act）が制定された。この法律は「すべての新聞発行人・編集者は、毎年、新聞発行許可を得るために登録し直さなければならない」と定め、情報省傘下には新聞登録部と新聞安全局（関連組織として報道監視委員会《PSB》が設けられた）という2つの部署が設けられ、のちに内務省に移管した。前者は新聞の登録行政、後者は印刷物の検閲行政を行う部署だった。
これらの政策により、記者は1年後の発行許可を得るために萎縮せざるをえず、また当初検閲の対象は、政治、経済、宗教に関する出版物だけだったが、やがて小説、漫画、技術書などすべての印刷物に対象が拡大し、事前に当局にコピーを4部提出する義務を負わされた。紙不足のため、出版部数は2,000～3,000部に制限された。このようにして言論の自由・報道の自由は大幅に規制された。

その名も『インクで塗りつぶし、切り取る（Inked Over — Ripped Out）』という短編小説集を編纂した、イギリスの文学者・アンナ・アロットは、検閲の手順について以下のように説明している。

#### 国有化

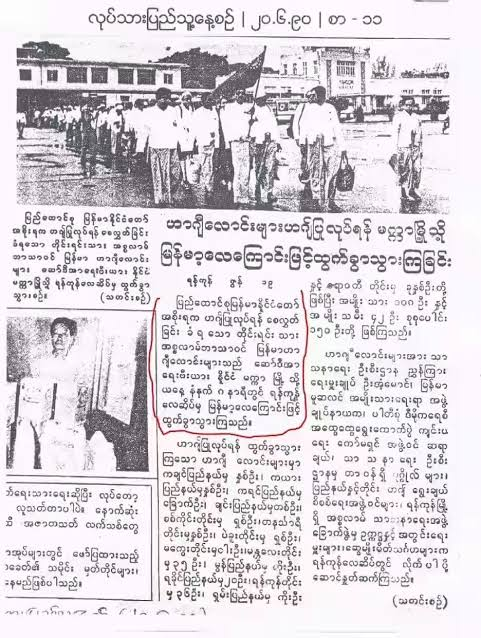
ロッター・ピッドゥー・ネジィン

1963年7月26日、民間の通信社設立の動きを制して、国営のビルマ通信社（News Agency Burma：NAB）が設立された。しかし新聞業界に暗い軍人が運営したので、外国の通信社から法外な値段で権利金を払う羽目になった。またNABは国内のニュースの流れを統制する機能も有し、やがてタス通信と新華社通信以外の外国人特派員は全員追放され、外国人ジャーナリストの公式訪問は禁止された。これにより、ミャンマーに拠点を置く外国通信社は、当局の承認を得たミャンマー人記者を特派員として任命せざるをえず、そのミャンマー人記者も軍情報局（MIS）の監視下で活動しなけれならなかった。
同年、10月1日、ミャンマー語国営紙『ロッター・ピッドゥー・ネジィン（Loktha Pyithu Nezin、「労働人民日報」の意味）』が創刊され、翌1964年1月12日には、その英語版『ワークング・ピープルズ・デイリー（Working People’s Daily）』が創刊された。しかし軍人が経営し、スタッフは完全イエスマンの元ビルマ共産党（CPB）党員だったので、売上は芳しくなく、『チェーモン』の5分の1ほどだった。
しかし国営紙が民間紙に敵わないという状況は、軍政には面白くなかったらしく、既存の民間新聞社に対する弾圧が始まった。まず民間新聞社を含む高収益の私企業に対する所得税率が99％に引き上げられ、当時、ミャンマーでもっとも影響力があった英字新聞『ネイション』は税金を払いきれず同年5月18日に廃刊となり、他にも資力のない子規模な新聞社・出版社は廃業に追いこまれた。また1963年4月～11月に行われた各武装勢力との和平交渉が決裂すると、武装勢力の関係者がヤンゴンを訪れた際、彼らに接触したその家族、友人、ジャーナリストたちが逮捕投獄された。1964年には『チェーモン』、『ボタタウン』、『ガーディアン』といった新聞社が国有化され、CPBの創設者の1人で、ミャンマーを代表する作家でもあったテインペーミンが社長を務める『ヴァンガード』は、『ビルマ社会主義への道』に共鳴して自ら国有化を申し出た。1966年1月には、新聞で使う文字はミャンマー語または英語のみに限定され、中国語、インド語、その他外国語の新聞はすべて廃刊となった。1969年には『ハンタワディ』と『新ミャンマー・アリン』も国有化され、最終的にBSPP時代に残った新聞は、『ロッター・ピッドゥー・ネジィン』とその英語版『ワーキング・ピープルズ・デイリー』、『チェーモン』、『ボタタウン』、『ガーディアン』、『ハンタワディ』の6紙のみだった。

#### 当時のメディア環境
しかし同時に当時のミャンマーは出版ブームに湧いており、1962年からの10年間の間に登録された印刷業者は1,274社、出版社は6,656社に上った。すべて国有化された新聞の代わりに活況を呈したのが、雑誌・文芸誌で、国有化された『ミャワディ』と『ングウェタイ』以外に20～30の民間雑誌があり、漫画、文学、音楽などの媒体は抽象的な表現を用いて巧みに検閲をすり抜けた。投獄され、釈放後に情報省の役人を務めながら国営新聞に寄稿していたウー・タウンは、時勢に左右され、表現に慎重を期すことは求められたものの、それなりに執筆の自由があったと述べている。またBSPP時代、20年間ミャンマーに暮らした経験があるジャーナリストのロバート・H・テイラーも、ネ・ウィン政権の政敵だった赤旗共産党議長・タキン・ソーの著作『社会主義』はヤンゴンの書店で入手可能で、人々の間で広く読まれていたと述べており、まったくの暗黒時代というわけではなかったようである。唯一、PSBの検閲の対象外となったのが、MISが発行する『ミェキンチッ（Myet-Khin-Thit、『新しい剣』の意味）』とう雑誌で、これにバンコクその他の場所にあるは反政府勢力の人々の豪奢な住宅やスキャンダル、軍政に批判的な西側諸国の殺人、強姦、汚職事件について詳細に記した記事を掲載していた。
また軍政はラジオ局・ミャンマー・アタン局も厳しい統制下に置いたが、人々は英国放送協会（BBC）やボイス・オブ・アメリカ（VOA）のミャンマー語放送を聞き、特にBBCは国民的人気があり、1980年代にはBBCの外国語放送局の中でもっとも多くのリスナーからの手紙を受け取っていたと言われる。ネ・ウィンも毎朝愛聴しており、1980年代後半にサッチャー政権がBBCミャンマー語放送を閉鎖すると脅した際、ネ・ウィンはサッチャー首相に個人的に手紙を書いて放送を維持するよう要請した。これら以外にも、CPBが雲南省・芒市に『ビルマ人民の声（People's Voice of Burma：PVOB）』というラジオ局を開設し、毎日、政府支配地域にも内戦ニュース、党のプロパガンダ、革命音楽などを放送し、ミャンマー語だけではなく、シャン語、カチン語、カレン語、ワ語その他少数民族の言語の放送もあった。シャン州タウンジーに駐屯するミャンマー軍（以下、国軍）放送部隊が、妨害電波を流しPVOBの電波を妨害していたが、必ずしも効果的ではなかったようだ。
1980年6月3日には、日本の協力により本格的にテレビ放送が始まった。東南アジアでもっとも遅いテレビ局の開局だった。当時、テレビ放送はヤンゴン周辺に限られていたが、1985年には、中継局網を通じて地方でもテレビを受信できるようになった。しかし、ニュース、ミャンマーの古典劇、教育番組、外国の古典映画を放送するチャンネルが1つあるだけだった。

### SLORC/SPDC時代

#### 8888民主化運動と言論弾圧
1988年の8888民主化運動の際、『夜明けの光』『解放日報』『スクープ』『ニュービクトリー』『ニュースレター』などと名付けられたガリ版刷りの独立系新聞・雑誌が、相次いで発刊された。多くは無料で、その内容は政治評論、風刺漫画、ニュースなどだった。『ロッター・ピッドゥー・ネジィン』や『ガーディアン』などの国営紙でさえ、率直な政治記事やデモの写真を満載したページを掲載し始め、相変わらず政府のプロパガンダニュースを流すMRTVでは、職員がストライキを起こした。しかし同年9月18日、国軍が軍事クーデターを起こし、国家秩序回復評議会（SLORC）が成立すると、激しい言論弾圧が始まった。アウンサンスーチー率いる国民民主連盟（NLD）が大勝した1990年総選挙の選挙結果も反故にされ、1923年の国家秘密法、1950年の緊急事態規定法、1957年の違法結社法、1962年の印刷出版者登録法、1975年の国家保護法を根拠として、スーチー、ウー・ヌ、人気コメディアンのザーガナー、有名作家のマウンタウカなど多くの政治家、民主化活動家、作家・ジャーナリストが逮捕され、外国人ジャーナリストの入国が禁止された。
8888民主化運動後、『ロッター・ピッドゥー・ネジィン』とその英語版『ワークング・ピープルズ・デイリー』以外のすべての新聞が発禁処分となった。1993年、両紙はそれぞれ『ミャンマー・アリン』『ニュー・ライト・オブ・ミャンマー』に改名されたが、これは、ビルマ連邦初代財務大臣で尊敬される新聞記者だったウー・ティン（U Tin）が、1914年に創刊し、1969年に国有化され、その後廃刊となった新聞と同名で、紙面には「1914年創刊」という文言が踊っていたが、イギリス植民地支配に抗ったオリジナル版とはなんの関係もない。
検閲の強化と出版コストの高騰により、新刊書の出版数は劇的に減少し、価格も高騰。1988年に2チャットで販売されていた定期刊行物は、1991年半ばには20～25チャットまで値上がりし、2チャットで本を貸し出す貸本屋が全国で流行した。雑誌は相変わらず多数出版されていたが、その大半は政治的話題を避けたビジネス・テクノロジー関連、セレブ関連、スポーツ関連だった。特にサッカーはミャンマーでも大人気で、多数のサッカー雑誌が出版された。しかしそれらの雑誌にも小説、詩、漫画が掲載され、検閲を逃れるために隠喩、暗示、皮肉を用いて間接的に思想を表現していた。2000年にはDDSI幹部の息子・ソニー・スェが『ミャンマー・タイムズ』創刊。その出自から国軍の傀儡という批判もあったが、当時、ミャンマー随一のクオリティ・ペーパーとして影響力を持った。2011年のテインセイン政権成立までにミャンマーには約200の雑誌があったが、いずれも国軍高官が直接的・間接的に関与していた。出版物と同様、映画製作、音楽制作もSLORC/SPDCの厳しい統制下置かれ、監督、俳優、ミュージシャンの逮捕投獄が相次いだ。
1990年代半ばからミャンマーでも徐々にインターネットが普及し始め、1997年にミャンマー国営郵便・電気通信事業体（MPT）が電子メールサービスを開始し、1999年には初のダイヤルアップインターネットサービスを開始したが、法外な料金のためにあまり普及せず、2001年の段階でネットユーザーはわずか1,000人しかおらず、エリート以外はインターネットにアクセスできなかった。一方、SLORCは1996年にコンピュータ科学開発法を制定し、コンピュータネットワークまたはITを「国家安全保障、法と秩序、国家統一、国家経済、または国家文化を損なう」ために使用することを禁止した。すべてのEメールが国軍管理下の中央サーバーを経由し、検閲官がメールを読むまで何時間も待たされることもあった。またヤンゴンにあるインターネットカフェは会員のみのアクセスしか許可しておらず、サービスは政府公認サイトのイントラネットに限定されていた。

#### 亡命メディアの誕生

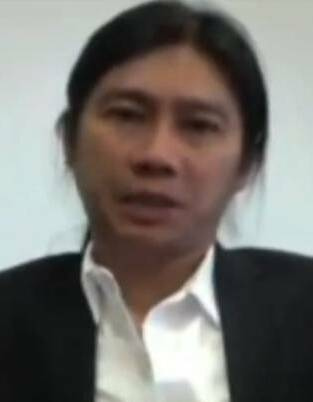
『エーヤワディー』編集長・アウンゾー

国軍によるクーデターは、民主化運動に参加した若者たちの大量脱出を引き起こし、彼らは泰緬国境地帯、カチン丘陵地帯、インドのミゾラム州とマニプル州、バングラデシュに逃れた。彼らの多くは全ビルマ学生民主戦線（ABSDF）などの武装組織に参加したが、泰緬国境地帯に逃れた若者の中には、メーソートなどの国境のタイ側に出て外国メディアに国際電話をかけ、現地の情報を伝える者がいた。やがてBBC、VOA、ラジオ・フリー・アジア（RFA）などの国際放送局が、特派員をメーソートに派遣して彼らにジャーナリストの手ほどきを始め、その中から1991年に『シャン・ヘラルド』が、1993年に『エーヤワディー』などの亡命メディアが創刊された。また海外に亡命したミャンマー人コミュニティの中からも、1992年にノルウェーのオスロで『民主ビルマの声（DVB）』という国際ラジオ局が設立され、1998年にインドのニューデリーで『ミッジマ』が創刊された。2003年には、少数民族メディアのネットワーク組織・ビルマ・ニュース・インターナショナル（BNI）が、インド・バングラデシュ国境地帯で設立された。
彼らは国外に拠点を置いて、国内メディアでは不可能な政府に批判的なニュースや国際ニュースなどを報道したが、経済的には自立しておらず、全米民主主義基金（NED）、オープン・ソサエティ財団、インドシナ・メディア記念財団（IMMF）、スウェーデン国際開発協力庁（SIDA）、ビルマ救援センター（Burma Relief Centre）、アメリカ合衆国国際開発庁（USAID）などから資金提供を受けていた。彼らの報道姿勢は高い評価を受けていたものの、ミャンマー国内での認知度は低く、主な読者は在外ミャンマー人だった。2007年のサフラン革命と2008年のサイクロン・ナルギスの際に国内メディアが規制を受ける中、亡命メディアは積極的にニュースを発信したことにより、彼らの国内認知度はやや上昇し、国際ニュースメディアのアナリストという立場を獲得した。

### 民政移管後

#### 言論の自由の拡大と限界
2011年にテインセイン政権が成立すると、メディア改革が本格化した。2012年8月、出版物の事前検閲が廃止され、2013年4月、16の民間日刊紙に発行許可を与えたことにより、約50年ぶりにミャンマー語の民間日刊紙4紙が発行を開始した。2014年には、事前検閲の禁止、ジャーナリストの公的機関への情報公開請求権、立法・行政・司法を批判する権利の保証などを盛りこんだニューメディア法が制定された。一方、2013年に制定した電気通信法第66条（d）は「電気通信ネットワークを利用している者に対し、恐喝、強要、不法な拘束、名誉毀損、妨害、不当な影響の付与、または脅迫を行った場合、最長3年の懲役刑が科す」と規定しており、言論の自由を制限するものと批判された。
政府統計によると、2013年までに情報省が発行許可を与えた民間および国営の日刊紙35社うち22社が発行中、発行許可を与えた通信社32社のうち23社が発行中、発行許可を与えた雑誌437誌のうち260誌が発行中だった。『エーヤワディー』や『ミッジマ』のような亡命メディアも紙媒体に参入したが、結局、生き残れず、オンラインに活路を見出した。このようにメディア媒体が激増したことにより、さまざまな課題はあるものの、ベテラン・ジャーナリストのイェナインモー（Ye Naing Moe）は、「報道の質とジャーナリストの地位は間違いなく向上した」と述べている。
しかし、テインセイン政権末期の2014年には、国軍の秘密化学兵器工場の存在を報道した『ユニティ・ジャーナル』の記者4人が公務秘密法違反で起訴されたり、スーチーと少数民族代表が暫定政権を樹立したという誤報を流した『ビー・モンテーネー』の関係者が煽動罪で起訴されたり、国軍と民主カレン慈善軍（DKBA）の戦闘の取材をしていたフリージャーナリストのパーヂーが国軍兵士によって殺害されたり、テインセイン大統領の発言を「意味不明で、不合理で、安っぽく、一貫性がなく…全くナンセンスで、不条理で、正気ではない」と批判した『ミャンマー・タンドーズィン』の関係者11人がニューメディア法違反で起訴されたりと、当局がメディアを統制する動きが顕著になった。
2016年にNLD政権が成立し、事態の改善が期待されたが、NLD政権下の2016年から2020年の間に表現の自由に関わる罪で起訴されたのは約1000人、そのうち8割が一般市民で、国軍が告訴したケースが52件であるのに対し、NLD政権が告訴したケースは251件に上るなど、事態はむしろ悪化した。かつてNLD弾圧に使われた電気通信法を今度はNLDが反対者を取り締まるために使うようになり、ジャーナリストの間からは「NLD政権になってから取材がやりにくくなった」という声が漏れるほどだった。2018年、ヒューマン・ライツ・ウォッチは『へし折られた希望：ミャンマーにおける平和的な表現の自由の刑罰化』というレポートを発表して、NLD政権下でも変わらない報道の自由への弾圧の実態を明らかにした。

#### インターネットの普及とロヒンギャ危機
テインセイン政権成立と時を同じくして、かつては高額だったSIMカードが手頃な価格になったことにより、ミャンマーでは急速にインターネットが普及し、2019年には携帯電話加入者約5700万人（普及率110.43%）、Facebookユーザーは1,800万人を超え、人口の約34%を占めるまでになった。ミャンマーではFacebookはインターネットと同義になり、かつてはブロックされていた亡命メディアのFacebookページも閲覧できるようになった。
しかし言論の自由が拡大し、ネットが自由化されたことにより、Facebookにはムスリムヘイトが溢れるという皮肉な現象が起きた。これはアシン・ウィラトゥが率いる969運動、それを受け継いだミャンマー愛国協会（マバタ）が扇動したものだったが、2012年5月にはラカイン族の少女が、ロヒンギャの男性に強姦されて殺害された事件をきっかけに両者の間に衝突が発生。10月までに150人以上が死亡、10万人以上のロヒンギャがバングラデシュに流出する事態となった。この事件以降もラカイン州ではムスリムと仏教徒の衝突が頻発、ラカイン州以外でもメイティーラ、ヤンゴン近郊のオッカン、ラーショーで反ムスリムの暴動が発生し、多数の死傷者が出た。
そして2017年8月、アラカン・ロヒンギャ救世軍（ARSA）に対する国軍の掃討作戦をきっかけに、約70万人のロヒンギャ難民がバングラデシュに流出するロヒンギャ危機が発生した。国際社会・国際メディアはこれを激しく非難したが、逆に国内メディアは国軍の暴力行為に沈黙し、独自取材をせず政府の公式見解を繰り返すのみで、逆に国際社会・国際メディアは人権を過度に重視し、国家の安全保障を蔑ろにしていると非難した。『エーヤワディー』やもミャンマー語版ではロヒンギャの蔑称である「ベンガル人」を使用し、BNIはロヒンギャ関連ニュースの配信を停止した。2018年9月、ロヒンギャ報道に関連してロイター通信の2人のミャンマー人記者、ワロンとチョーソーウーが懲役7年の有罪判決を受けてようやく、ミャンマーの民間メディアは政府批判に転じた。

### 2021年クーデター後
2021年2月1日、国軍が軍事クーデターを起こし、国家行政評議会（SAC）が成立すると、3月8日、『ミッジマ』、『DVB』、『７デイ・ニュース』、『ミャンマー・ナウ』、『キッチッメディア』の報道許可を取り消した。『ミャンマー・タイムズ』は発行停止し、2022年10月には『エーヤワディー』の報道許可も取り消された。その他の国内メディアは国軍批判を避けていたが、それに飽きたらないジャーナリストたちの多くはタイへ脱出し、当局がネット規制を強める中、オンラインに注力して報道を続けた。2025年7月現在、60の亡命メディアがあり、約1,500人のジャーナリストが働いているとされる。
しかし多くの抵抗メディアが財政難に直面しており、給与の不払いや遅配が相次ぎ、現場でのパワハラやセクハラも問題になっている。また情報源として市民ジャーナリストに依存しているが、経験不足のために時に誤報やデマを流すことも問題となっている。さらに国民防衛隊（PDF）による犯罪など、民主派に不都合な事実を報道すると、「革命を妨害するのか」と民主派から批判を受けることもある。
2025年2月、トランプ政権がUSAIDやNEDの資金を凍結したことにより、これらを資金源としていたミャンマーの民主派メディアの多くが経営危機に陥っていると報じられ、『エーヤワディー』はホームページで一口5米ドルの寄付金を募り、VOAやRFAは資金難によりミャンマー語放送を停止した。

## 年表
出典
1836年3月3日、英領インド・テナセリム管区・モーラミャインで、イギリスの外交官・E・A・ブランデルが、最初の英字紙『モールメン・クロニクル』を創刊。1950年代まで発行された。
1842年9月、バプテスト伝道団のフランシス・メイソン牧師が、スゴー・カレン語の月刊誌『モーニング・スター（Tavoy’s Hsa-tu-gaw）』を創刊。東南アジアで最初に発行され、もっとも長く続いた少数民族言語による定期刊行誌とされる。1962年に廃刊になるまで1回の発行部数は約300部。
1843年1月、モーラミャインで、バプテスト伝道団が月刊誌『クリスチャン・ダンマ・タディンサ（Christian Dhamma Thadinsa、「宗教の使者」の意味）』を創刊。最初のミャンマー語の新聞とされる。第二次英緬戦争勃発の1853年まで発行された。1862年、この新聞は『バーマン・メッセンジャー』という別の名称で発行を再開した。
1846年、モーラミャインで、イギリス人商人が『モールメン・フリー・プレス（Maulmain Free Press）』創刊。
1848年7月1日、モーラミャインで、オーストラリアの製粉会社・W・トーマス社が英字紙『モールメン・アドバタイザー（Maulmain Advertiser）』を創刊。初版は1846年頃と推定され、週3回発行されていた。1850年に『モールメン・タイムズ（Maulmain Times）』に改題したが、翌年元に戻された。
1849年、モーラミャインで、週刊英字紙『ビルマの友だち（Friend of Burmah）』創刊。
1853年1月5日、ヤンゴンで、英字紙『ラングーン・クロニクル（Rangoon Chronicle）』創刊。週2回発行。のちに『ペグー・ガゼット（Pegu Gazette）』に改名し、1958年5月に廃刊。
1853年、アキャブで、アラカン・ウィークリー・ニュース・プレス（Arakan Weekly News Press）が、英字紙『アキャブ（シットウェ）・コマーシャル・アドバタイザー（Akyab 《Sittwe》 Commercial Advertiser）』を創刊。週2回発行。翌年、『アラカン・ニュース（Arakan News）』に改題。1回の発行部数は約150部。

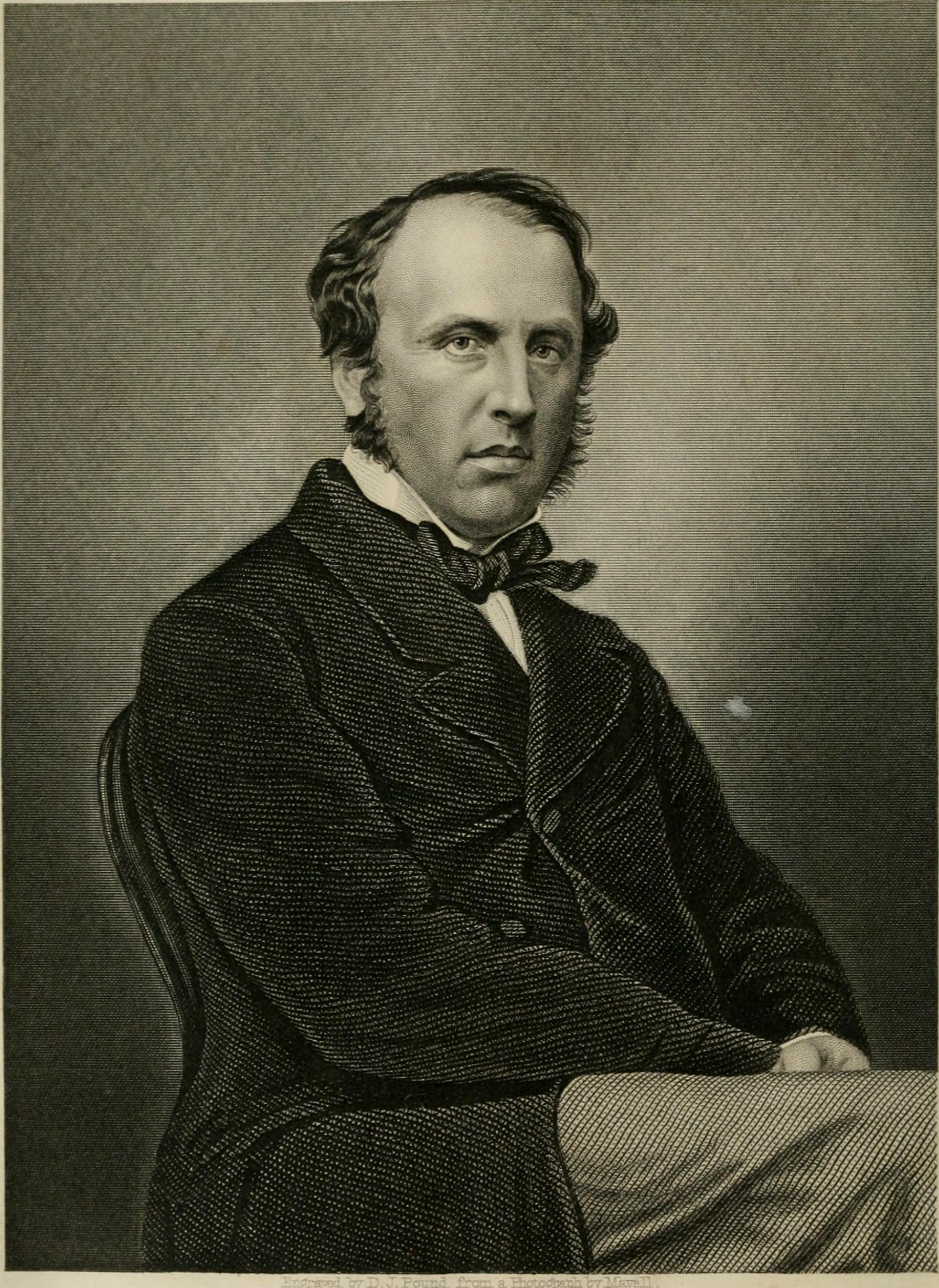
チャールズ・カニング

1857年6月13日、インド大反乱を受けて、インド総督・チャールズ・カニングが、事前の承認なしのニュースの出版を禁止する法律を制定。
1858年6月2日、『ラングーン・タイムズ（Rangoon Times）』創刊。初版はおそらく1854年頃。当初は週2回発行だったが、1861年に週3回発行となり、のちに日刊となった。1942年、イギリス軍がヤンゴンから撤退した際に廃刊。
1861年、『ラングーン・タイムズ』のライバル紙・『ラングーン・ガゼット（Rangoon Gazette）』創刊。当初は週2回発行、のちに日刊となった。1942年に廃刊。
またこの年、英領インド刑法が交付され、その第124条(a)は軍政時代に至るまで、長らく報道の自由を規制するのに使用された。
1868年に行われた調査によると、この時期、他に『タイムズ・コマーシャル・アドバタイザー（Times Commercial Advertiser）』、『デイリー・アドバタイザー（Daily Advertiser）』、『ポール・スター（Pole Star）』、『ブリティッシュ・ビルマ・ガゼット（British Burma Gazette）』、『商業ガゼット（Mercantile Gazette）』などの新聞・雑誌があったのだという。
1869年、ミャンマー・タンドーシン・プレス（Myanmar Thandawsint Press）が、『ミャンマー・タンドーシン・タディンサ（ Myanmar Thandawsint Thadinsa』（別名・ビルマ・ヘラルド）を創刊。初版はおそらく1871年頃。ヤンゴンで最初のミャンマー語紙。当初は週1回発行だったが、1884年には日刊となり、1日の発行部数は約500部。1912年に廃刊。
1871年5月8日、ヤンゴンで、ミャンマー語週刊誌『ビルマ・ガゼット（Burmah Gazette）』創刊。1872年5月に『ビルマ・ニュース』に改題。1916年に廃刊。
1873年1月11日、ヤンゴンで『ロー・キ・トゥ・タ（Law-Ki-Thu-Ta、「世俗知識」の意味) 』創刊。
8月15日、ミンドン王が17条からなる報道の自由を保障する法律を制定。
1874年3月20日、ミンドン王が、ミャンマー語紙『ヤダナボン・ネピドー（Yadanabon Nay-Pyi-Daw）』（別名・マンダレー・ガゼット）を創刊。1885年に上ビルマがイギリスに併合された際に廃刊。
11月、モーラミャインで、ミャンマー語紙『モールメンの友だち（Friend of Maulmain）』創刊。
1875年、ヤンゴンに『ヤダナボン・タディンサ（Yadanabon Thadinsa）』（別名・ブリティッシュ・ビルマ・ニュース）が登場。
1876年、モーラミャインで、ミャンマー語紙『テナセリム・タディンサ』 創刊。
1878年、ミンドン王が、親英的なヤンゴンの新聞に対抗するため、『ビルマ・ヘラルド』を創刊。さらに『ラングーン・デイリー・メール』と『デイリー・レビュー』という2つの英字紙を創刊したが、6か月後に廃刊。
3月11日、イギリス政府が、政府を中傷する新聞報道を禁止する現地語報道規制法という法律を制定。
1884年、モーラミャインで、英字週刊紙『モールメン・アルマナック（Maulmain Almanac）』創刊。ヤンゴンでミャンマー語紙『ビルマの友だち』創刊。後者はのちに日刊紙となったが、1929年に廃刊。
1886年、マンダレーで『マンダレー・タイムズ』が週2回発行。
1887年3月3日、マンダレーで『マンダレー・ヘラルド』創刊。週3回発行。1899年に日刊となり、1902年に廃刊。
1889年、ヤンゴンで『ハンタワディ・タディンサ（Hanthawaddy Thadinsa）』（別名・ハンタワディ・ウィークリー・レビュー）創刊。週2回発行。当時もっとも率直な新聞の1つと評される。代理店を通じてロイター通信の海外ニュースも取り上げていた。1904年の1回の発行部数は約1,000部。
1892年、アキャブで英字紙『デイリー・アドバタイザー』、『アラカン・エコー』、『アラカン・アドボケイト（Arakan Advocate）』創刊。のちに『デイリー・アドバタイザー』と『アラカン・エコー』が合併し、『アラカン・タイムズ』創刊。
1894年、ヤンゴンで、英字紙『デ・ヴォー・プレス・アドバタイザー（De Vaux Press Advertiser）』、『ブリティッシュ・ビルマ・アドバタイザー』、『ラングーン・コマーシャル・アドバタイザー』、『ビルマ・クロニクル・ニュース』が創刊。『デ・ヴォー・プレス・アドバタイザー』の発行部数は1日約1,000部。エーヤワディー地方域・パテインでは、 『カレン・ナショナル・ニュース』、『パテイン・ウィークリー・ニュース』、『アドバタイザー』が毎週発行され、スゴー・カレン語で書かれた『カレン・ナショナル・ニュース」の1回の発行部数は約500部。
1895年2月、モーラミャインで『モーラミャインの町（Mawlamyaing Myo） 』創刊。
1899年、ヤンゴンで『タイムズ・オブ・ビルマ』、マンダレーで『上ビルマ・ガゼット』創刊。
1900年、マンダレーで、親英的ミャンマー語紙『スター・オブ・ビルマ』創刊。1948年に廃刊。
1901年3月3日、ヤンゴンで宗教紙『マハーボーディー・ニュース』創刊。週1回発行。1926年に廃刊。
1903年、ロイター通信がヤンゴンに事務所を開設。
7月22日、マンダレーで『ミャンマーヒタカリ隔週刊ジャーナル（Myanmahitakari Fortnightly Journal）』創刊。
1904年8月2日、ヤンゴンで『ビルマ・プリンター・ニュース』創刊。週3回発行されるが、3年後に廃刊。
1907年4月、マンダレーで『ビルマ・クリティック』創刊。同年、宗教紙『ダンマ・デイ・タ・ナ・タディンサ（Dhamma Day-Tha-Nar Thadinsa）』創刊。5月18日、ヤンゴンで『ビルマ・エコー』創刊。週1回発行。
1907年11月、『ビルマ教育ジャーナル』創刊。
1908年、ヤンゴンで『ビルマ商業広告主（Burma Commercial Advertiser）』創刊。週2回発行。
1909年、パテインで、カレン・マガジン・プレスが、スゴー・カレン語の『ダウカレ（Dawkale）』創刊。週1回発行。
1911年7月4日、ミャンマー語紙『トゥリヤ（Thuriya、「太陽」の意味）』創刊。週3回発行。当時もっとも率直な新聞の1つと評される。1914年には1回の発行部数が10,000部に達する。1915年3月に日刊となり、1954年10月14日に廃刊。同年、英語紙『サルウィン・タイムズ』創刊。
1914年8月、ミャンマー語紙『ミャンマー・アリン（Myanma Alin、「ライト・オブ・ミャンマー」の意味）』創刊。少なくとも1919年5月までには創刊されている。週3回発行で、1924年12月に日刊紙となり、1929年に廃刊。同年、『トゥリヤ』と『ミャンマー・アリン』が第一次世界大戦に関するニュースレター『ウォー・テレグラム（War Telegrams）』を創行。
1917年、ヤンゴンで『ビルマ・ガーディアン』と『ラングーン・メール』創刊。ミャンマー中部の町・タラワディ近郊で『タラワディ・レコード』創刊。編集者は女性。
1918年、ヤンゴンで『ザ・ナレッジ（別名・ピニャ・アリン、「知識の光」の意味）』と『ビルマ・オブザーバー』創刊。前者は1924年、後者は1929年に廃刊。
1919年5月、ヤンゴンで『新ミャンマー・アリン（Myanma Alin Thadinsa Athit、「ニュー・ライト・オブ・ミャンマー」の意味）』創刊。
1920年、ヤンゴンで『ニュー・ビルマ』創刊。1942年に廃刊。
1921年、マンダレーで『ホーム・ルール』創刊。同年、イギリス政府が『ビルマの進歩』を創刊するが、2年後に廃刊。
1922年3月、改正報道法制定。これにより、当局は反政府的なニュースや記事を掲載する新聞を没収できるようになった。同年、ヤンゴンで『カレン・タイムズ』、マンダレーで『ニュー・リーダー』創刊。『ニュー・リーダー』は翌年『シェーサウン（Shaesaung）』に改題。他にもヤンゴンで『ビルマの召使（Servant of Burma）』、 『ミャンマー・ミョー・タウ・サウン（Myanma Myo Taw Saunt）』と『アウンゼーヤ（Aungzeya）』創刊。
1923年、『ムスリム・ヘラルド』、『コメット』、『ビルマ・レビュー』、『ミャンマールッ・ニュース（Myanmahlut News）』創刊。英語とカレン語の『フェア・プレイ』、『ラングーン・デイリー・ニュース』、ミャンマー語と英語の『エーヤワディー・タイムズ』すでに発行されていた。『ウンタヌ（Wunthanu、「愛国者」の意味）』もヤンゴンで発行され、1回の発行部数は約5,000部。公式発表によれば、この頃、ヤンゴン、マンダレー、モーラミャイン、アキャブ、パテイン、タラワディで31の新聞が発行されていた。また同年、AP通信インド（API）がヤンゴンに事務所を開設。
1924年、モーラミャインで『ヤルマニャ（Yarmanya）』、ヤンゴンで『ミョーチッ（Myochit）』創刊。いずれもミャンマー語紙。
1925年、ヤンゴンとマンダレーで『インディペンデント・ウィークリー』、『真実』、『マーケット・レポート』、『ビクター(Zeya )』、『トレード・エクスチェンジ』、『シルバー・ムーン』創刊。
1926年、ヤンゴンで『ミャンマー・ミョー・ヌエ（Myanma-Myo-Nwe）』、『アウン・ミャンマー』、『マウラワディ・ニュース（Mawrawadi News)』、『シュエピイ（Shwe Pyi）』、『レディ宗教指導者（Ledi Religious Instructor）』創刊。
1927年、ヤンゴンで『バンドゥーラ（Bandoola）』、『トレーダーズ・スペクタクルズ』、親英派の『ヘッドマンズ・ガゼット（Headman’s Gazette）』、『仏教の本質（Essence of Buddhism）』その他のダンマ系新聞が創刊される。
1928年、ヤンゴンとマンダレーで『ナショナル・オブザーバー』と『シュエナニュン・ガゼット（Shwenannyun Gazette）』創刊。
1929年、ヤンゴン、マンダレー、モーラミャインで、『ケサラ（Kesara）』、『ビルマ・アドバタイザー』、『ビルマ人』、『マンダレー・デイリー・サプリメント・トゥ・ザ・サン』創刊。
1931年、シバウ（Sibaw）、シャン州、ヤンゴンで『ラタナティハ（Ratanathiha）』と『ローカサラ・デイリー・ニュース（Lawkasara Daily News）』創刊。
1932年、『タラワディ』、『アノーヤター（Anawyahtar）』、『ミャンマー・ゼヤー（Myanma Zeyyar）』、『マ・ホー・タ・ダ（Ma-Haw-Tha-Dha）』、『ラングーン・オプティック』創刊。
1933年、『ミャンマー・ミョーチッ（Myanma Myochit）』、『ダウン・セッチャ（Daung-Settkya）』、『労働者』、『成功』、『ダウン（Daung）』、『ニュー・マンダレー・サン・デイリー』、『イブニング・レポート』創刊。
1934年、『マウリヤ・デイリー（Mawriya Daily）』創刊。
1935年、アキャブで、ラカイン語紙『ラカイン・ピー・タディンサ（Rakhine-Pyi-Thadinsa）』創刊、4年間発行される。ヤンゴンとマンダレーで『イェ（Ye）』、『ミャンマー・ウズン（Myanmar Uzun）』、『ビルマ・デイリー・メール』、『ビルマ改善（Burmese Improvement）』創刊。
1937年、ラカイン州で唯一のラカイン語新聞を標榜する『ドアッ・レッ・ヨン（Doat-Let-Yone）』創刊。ヤンゴンで『アサリヤ（Asariya）』、『10,000,000』創刊。
1938年、ヤンゴンとマンダレーで『プログレス』、『アーザーニー（Aazaanee）』 、『ビルマの声』、『ディードック ・デイリー（Deedok Daily）』、 『リーダー』創刊。 『ディードック・デイリー』編集長・バチョーは、1947年7月19日、アウンサンとともに暗殺された人物。
1939年10月1日、ラジオ局・ビルマ国放送局（Burma State Broadcasting Service：BBS）設立。
ヤンゴンとマンダレーで『アドバンス・デイリー』、『ビルマ人ニュース・マンダレー（Burmese News Mandalay）』、『シュエ・ピー・ドー（Shwe Pyi Daw 《Burma News》)」、『タキン・タディンサ（Thakin Thadinsa）』、『ローカル・ボディズ』、『ル・ンゲ・レッ・ヨン・デイリー（Lu-Nge-Let-Yone Daily）』、『ナショナリー・デイリー』創刊。
1940年、ヤンゴンとマンダレーで『モン速報（Mon Bulletin）』、『学生』 、『ワールド・テレグラムズ・デイリー』、『サタデー・ニュース』創刊。
1941年、ヤンゴンで、キリスト教系新聞『ソワー（Sower）』、『デイリー・ミラー』創刊。
1942年、タボイ（ダウェイ）で、『タボイ・デイリー』創刊。『ニュー・ライト・オブ・ミャンマー』と『ザ・サン』復刊。『バマキッ（Bamakhit）』と『マンダレー・トゥリア（Mandalay Thuria）』創刊。

### 日本占領期
1942年9月、同盟通信社が日本語の日刊紙を発行。
1943年 - 1945年、『カンボーザ（Kanbawza）』、カチン語の『シー・ライカ・ニンナン（Shi Laika Ningnan）』、『ラングーン解放者（Rangoon Liberator）、『シュエマンアウンシー（Shwe Man Aung Si）』、『タイ4（Tai 4）』、イギリス政府が発行する『ニュー・エイジ』、『タボヤン（Tavoyan）』、『ランニュン・デイリー（Lanhnyun Daily）』、『フリーダム』、『モーニング・スター』、『ビルマ・エコノミック・デイリー』、『ピープルズ・ボイス』、『ガイド・デイリー』などが発行されていた。
1946年　イギリスがラジオ局・バマー・アタン局（英語名：Burma Broadcasting Service：BBS）設立。1948年に独立後、ミャンマー・アタン局（英語名：Myanmar Broadcasting Service：MBS）に改名。

### 独立後
1947年、初の憲法が制定され、国民に意見や信念を自由に表明する権利が保障された。
1950年、『タイムズ・オブ・ビルマ』と『ラングーン・デイリー・ニュース』の共同出資により、ビルマ・プレス・シンジケートが設立され、ロイター通信の記事を現地紙に配信し始めた。1958年に経営難により解散。
1957年4月16日、ミャンマーの新年の日に、『チェーモン』、『レポーター・デイリー』、『ピドーソー・ニュース・デイリー（ Pyidawsoe News Daily）』創刊。優秀なカメラマンとコラムニストを擁した『チェーモン』は、またたくまに発行部数5万5,000部を誇る業界1位の新聞になった。
1958年 - 1960年、情報省の下にあった政府新聞取締機構を内務省に移管。さらに新聞登録法を非常時（新聞）取締法を改定して、報道機関に対する統制を強化。

### ビルマ社会主義計画党（BSPP）時代
1962年、ビルマ報道評議会（Burma Press Council：BPC）が設立され、印刷出版者登録法（Printers and Publishers Registration Act.）が制定される。
5月15日、絵入り週刊誌『シェイト』とその英語版『フォワード・ジャーナル』創刊。編集長はCPBから転向したソーオーという人物。
1963年7月26日、国営のビルマ通信社（News Agency Burma：NAB）設立。
8月、『ネイション』の創刊者エドワード・ローヨンが逮捕投獄される。
10月1日、ミャンマー語国営紙『ロッター・ピッドゥー・ネジィン（Loktha Pyithu Nezin、「労働人民日報」の意味）』創刊。
1964年1月12日、『ロッター・ピッドゥー・ネジィン』の英語版『ワークング・ピープルズ・デイリー（Working People’s Daily）』創刊。
5月18日、『ネイション』廃刊。
9月1日、『チェーモン』国有化。
9月11日、『ヴァンガード』が自ら国有化を申し出る。他にも『ボタタウン』、『ガーディアン』が国有化され、小規模な新聞は廃刊となり、数人の編集者やジャーナリストが逮捕された。
1966年1月、新聞で使う文字はミャンマー語または英語のみに限定され、中国語、インド語、その他外国語の新聞はすべて廃刊。
1967年3月、ビルマ作家協会（BWA）、ビルマ・ジャーナリスト協会（BJA）、ビルマ記者協会（BRA）は解散させられ、政府がスポンサーになった翼賛団体・文筆労働者協会（BLWA）が設立。
1974年、新憲法で表現の自由が認められた。しかし、あらゆる形態の公的表現は報道審査委員会の監視下に置かれ、これらの「自由」がビルマ式社会主義の許容範囲内で保証されたにすぎなかった。
1980年　日本の協力によりテレビ放送開始。

### SLORC/SPDC時代
1988年8月 - 9月、8888民主化運動の際、『夜明けの光』『解放日報』『スクープ』『ニュービクトリー』『ニュースレター』と名付けられたガリ版刷りの独立系新聞・雑誌が相次いで発刊された。
9月18日、国軍が軍事クーデターを起こし、国家秩序回復評議会（SLORC）が成立。『ロッター・ピッドゥー・ネジィン』とその英語版『ワークング・ピープルズ・デイリー』以外のすべての新聞が発禁処分となった。
1989年、1962年の印刷出版者登録法を改正し、罰金を大幅に引き上げ。
1992年7月、民主ビルマの声（DVB）が放送開始。
1993年、『エーヤワディー』創刊。
4月、SLORCが『ロッター・ピッドゥー・ネジィン』の名称を『ミャンマー・アリン』に変更。英語版は『ニュー・ライト・オブ・ミャンマー』。
1995年、国防省が運営するテレビ局・NWD開局。
1990年代半ば　ヤンゴン市長室が情報省を通して『チェーモン』を再稼働。同時期、ヤンゴン市開発委員会が、『ミョードー・タディンMyo daw tha-din』を、マンダレー市長室が『ヤダナボン』を創刊。
1997年、MPTが電子メールサービス開始。BBSがミャンマー・ラジオ・テレビ（MRTV）に改名。主なテレビ局はMRTVが運営するTVミャンマーと国軍が運営するTVミャワディの2つだった。ラジオ・フリー・アジア（RFA）ミャンマー語放送が放送開始。
1998年、『ミッジマ』創刊。
1990年代後半、英国放送協会（BBC）とボイス・オブ・アメリカが、独自の特派員を任命できなかったことを理由に撤退。
2000年、『ミャンマー・タイムズ』創刊。
2001年、国内2番目のラジオ局・ヤンゴン・シティFM開局。

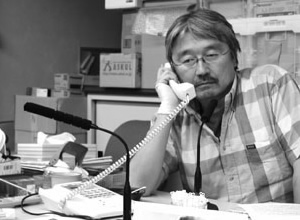
長井健司

2004年4月28日、国際NGO・フリーダム・ハウスが、ミャンマーを世界でもっとも報道の自由が制限されている国トップ5に選出。
2005年、ヤンゴン映画学校（YFS）設立。ミャンマー初の有料衛星テレビ・スカイネット開局。
2007年、サフラン革命の取材中、日本人フリージャーナリスト・長井健司が国軍兵士によって射殺される。
2009年、ヤンゴン・ジャーナリズム・スクール開校。

### 民政移管後
2011年、テインセイン政権が発足。ミャンマー史上始めて、出版物がアウンサンスーチーの執筆記事やインタビューを掲載することを許可された。
国際メディアサポート（IMS）は、デンマーク、スウェーデン、ノルウェー政府の要請を受けて、ミャンマー政府および情報省からメディア開発改革の支援を依頼された。
2012年、軍政下では事実上禁止されていた国際報道機関に対し、ミャンマー国内での報道活動を許可。『エーヤワディー』のような亡命メディアも復帰を認められた。
8月、出版前検閲を廃止。
10月17日、ミャンマー報道評議会（暫定）が29名のメンバーで設立。
12月、軍情報局傘下の報道監視登録局が解散。
2013年4月1日、16の民間日刊紙に発行許可を与えたことを受け、ミャンマー語の民間日刊紙4紙が発行を開始。
8月、約50年ぶりの英語日刊紙『ミャンマー・フリーダム・デイリー』が創刊されたが、1年足らずで廃刊。
2014年1月、政府による化学兵器工場の存在を報じた記事に関連して、4人のジャーナリストと『ユニティ・ジャーナル』のCEOが拘束される。彼らは国家機密法にもとづき起訴され、有罪判決を受けた2人は懲役10年の刑を言い渡されたが、のちに7年に減刑され、2016年に恩赦で釈放された。
3月、2つの新しいメディア法が可決され、ミャンマー報道評議会（Myanmar Press Council）が正式に設立される。さらにIMSの支援を受けて、ミャンマー初の私立ジャーナリズムスクール・ミャンマー・ジャーナリズム研究所、メディアの権利擁護に取り組むミャンマー・ジャーナリスト・ネットワークとミャンマー・ジャーナリスト協会の3つの機関が設立された。
10月、フリージャーナリストのパージー（Par Gyi）が国軍に拘束中に殺害される。
2015年　『フロンティア・ミャンマー』、『ミャンマー・ナウ』創刊。
11月8日、総選挙が実施され、国民民主連盟（NLD）が大勝した。国際選挙監視団によれば、国営メディアが選挙委員会（UEC）の見解を形式的に報道していたのに対し、民間メディアはUECに敵対的で、少数民族政党を含む幅広い候補者を紹介し、より包括的な報道を提供していたものの、NLDと連邦団結発展党（USDP）との対決に集中しており、しかも明らかにNLD支持の論調に偏っていたとのことである。
2016年、NLD政権が成立したが、期待に反して報道の自由の発展は鈍化したという評価を受ける。Facebookが大流行していたが、国民のメディアリテラシーが低く、デマやヘイトスピーチが蔓延っていた。
2017年、ラカイン州でロヒンギャ危機勃発。その後、国連とFacebook自身による複数の報告書で、Facebook上で広まったデマとヘイトスピーチがジェノサイドを助長する要因となったことが明らかになった。
2018年、『キッチッメディア』創刊。
ロヒンギャ報道に関して国家機密文書を所持していた容疑で逮捕されたワロンとチョーソーウーという2人のミャンマー人のロイター通信の記者に対して、禁錮7年の有罪判決が下る。翌年、恩赦で釈放される。
ミンアウンフライン国軍総司令官以下、ロヒンギャ危機における人権侵害に関与したとされるミャンマーの団体・個人の20のFacebookアカウントが削除される。
2019年、紛争が勃発したラカイン州とチン州で広範なネット規制が敷かれる。
12月、オランダ・ハーグの国際司法裁判所（ICJ）でロヒンギャ虐殺に関する裁判が始まり、スーチーが国軍を擁護したとして激しい国際的非難を浴びたが、国内メデイアは概ねスーチーを擁護した。
2020年、総選挙が実施され、NLDが大勝。
10月、放送事業者を規制する独立した放送評議会（Broadcast Council）が設立され、放送業界の基準を定める放送法が制定された。

### クーデター後
2021年2月1日、軍事クーデター発生し、スーチー以下多数のNLD関係者が逮捕拘束され、国家行政評議会（SAC）が設置され、ミンアウンフラインが議長に就任した。この際、ネピドーで国軍の車両が集結する様子を背後にダンスを行っていたエアロビ講師・キンニンワイの動画が、SNS上で広く拡散した。
クーデター後、SACは反対派を激しく弾圧。メディア規制も強化して、多くの独立系メディアは閉鎖や移転を余儀なくされ、120人以上のジャーナリストが逮捕された。『ミャンマー・タイムズ』はクーデター直後の3月に閉鎖され、ウェブサイトも削除された。
2022年 - 2023年、困難な状況の中、独立系メディアが精力的に報道活動を行う。
2024年5月、たびたびネット規制が敷かれていたが、中国のグレイト・ファイアウォールが導入されたことにより、ネット環境が一気に悪化する。
2025年、トランプ政権がUSAIDやNEDの資金を凍結したことにより、ミャンマーの独立系メディアの経営が危機に陥っていると報道される。VOAやRFAのミャンマー語放送が停止。